# ランバレ
ランバレ（スペイン語: Lambaré）は、パラグアイのセントラル県にある都市。大アスンシオン都市圏に属する。